# El Tablado (Güímar)
El Tablado es una de las entidades de población que conforman el municipio de Güímar, en la provincia de Santa Cruz de Tenerife ―Canarias, España―.

## Toponimia
Su nombre deriva del término «tablado», que en Canarias hace referencia a una superficie rocosa plana.

## Geografía
El Tablado es un barrio costero ubicado en la comarca de Agache, a una distancia de trece kilómetros del casco municipal de Güímar y a una altitud media de unos trece m s. n. m.
El barrio cuenta con una iglesia parroquial dedicada a san Carlos, un pequeño puerto pesquero y una zona de acceso al mar para el baño, instalaciones deportivas ―terrero de lucha canaria, cancha de bola canaria y una cancha municipal―, plazas pública, paseo marítimo, buzón de Correos, y algunos pequeños comercios.
Una pequeña parte de su superficie se encuentra incluida en el monumento natural del Barranco de Fasnia y Güímar.

## Historia
Surgió en el siglo xvi para embarcar la madera y la pez de Agache. Posteriormente, y mientras las comunicaciones terrestres fueron deficientes, quedó para el intercambio de mercancías con el exterior junto a una limitada actividad pesquera. Con el trazado de la autopista del sur experimentó una revitalización como lugar de descanso.

## Demografía
| Año        | 2000 | 2005 | 2010 | 2015 | 2020 |
| ---------- | ---- | ---- | ---- | ---- | ---- |
| Habitantes | 174  | 236  | 236  | 234  | 258  |

## Comunicaciones
Se accede al barrio principalmente por la autopista del Sur TF-1. También se puede llegar desde El Escobonal por la carretera TF-617.

### Transporte público
En autobús ―guagua― queda conectada mediante las siguientes líneas de TITSA:
| Línea | Trayecto                                                              | Recorrido     |
| ----- | --------------------------------------------------------------------- | ------------- |
| 032   | Güímar - Las Eras - La Sombrera                                       | Horario/Línea |
| 036   | Güímar - Granadilla de Abona (por TF-1 y Los Roques)                  | Horario/Línea |
| 111   | Santa Cruz - Aeropuerto Sur - Los Cristianos - Costa Adeje            | Horario/Línea |
| 711   | Santa Cruz - Aeropuerto Sur - Los Cristianos - Costa Adeje (nocturno) | Horario/Línea |